# 楊宗道
楊宗道（1704年2月6日—1745年4月），字通萬，四川順慶府鄰水縣人，歲貢，乾隆年間，任九姓司訓導，乾隆十年乙丑三月卒於官。